# Pizarras del Narcea

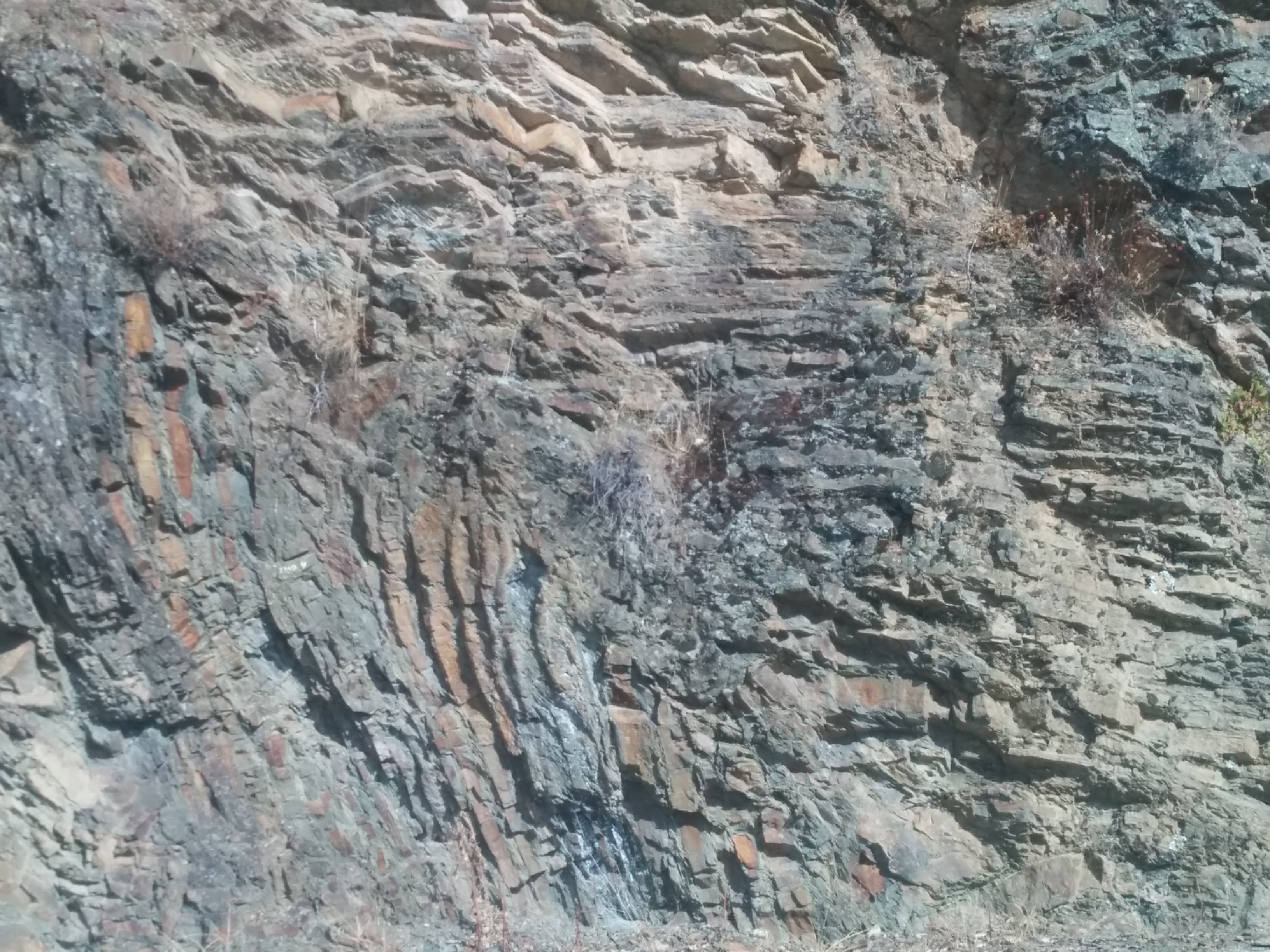
Afloramiento de las Pizarras del Narcea en Vega de Caballeros, ZC.

La formación geológica Pizarras del Narcea, conocida también como Formación Narcea, Pizarras de La Mora o Formación Mora en una unidad estratográfica del domino del Navia-Alto Sil en la zona geológica Asturoccidental-Leonesa (ZAOL), al noroeste de la península ibérica. Aparece también en la Zona Cantábrica (ZC), donde las mejores secciones tipos están cerca de Barrios de Luna. Data del Precámbrico y consiste en una alternancia de pizarras y areniscas, con predominio de las primeras, y un alto contenido de materiales de origen volcánico.

## Litoestratigrafía

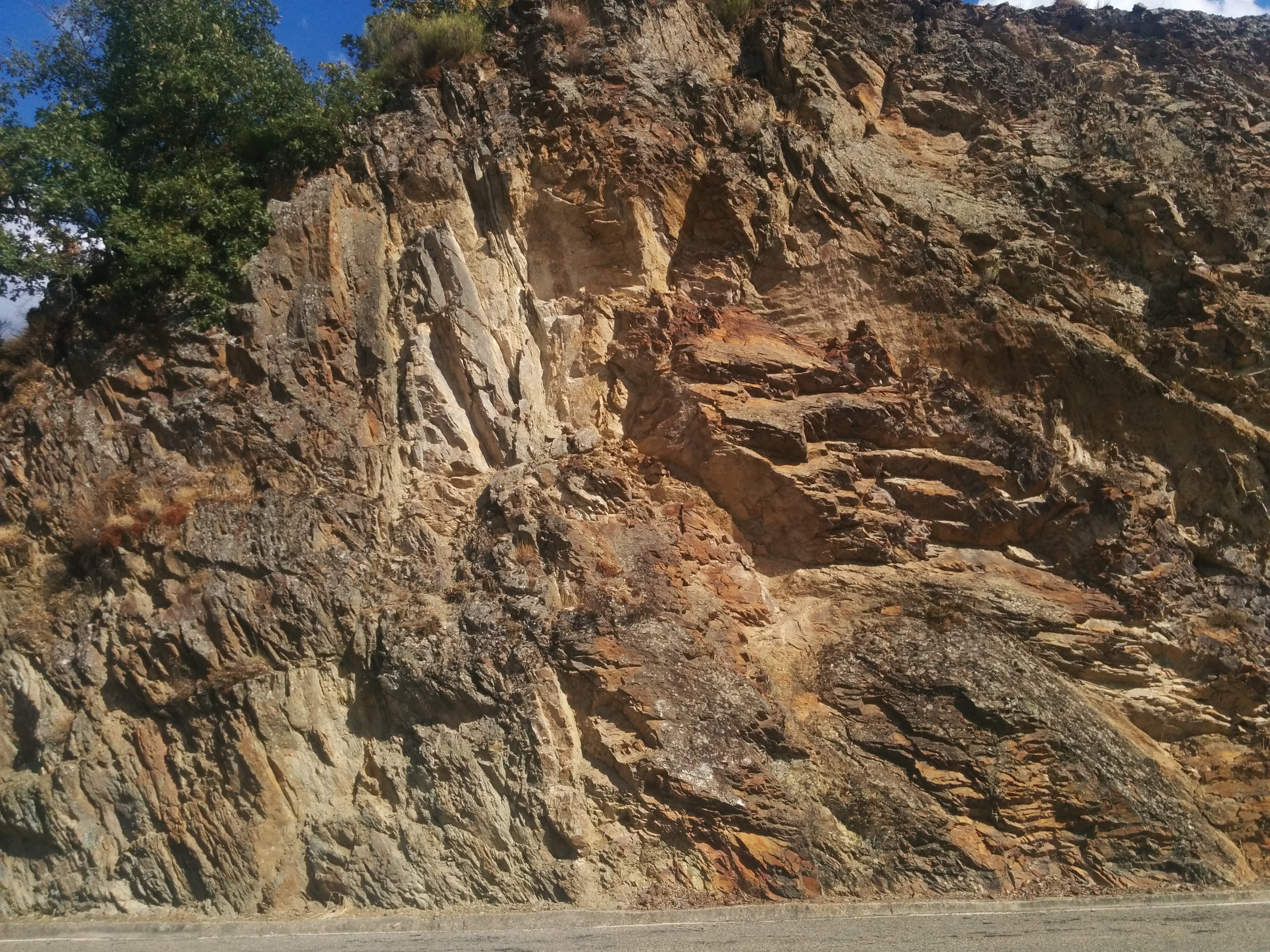
Discordancia angular entre los estratos de la Formación Cándana/Herrería (Cámbrico), a la izquierda, y los de la formación Mora o Narcea, a la derecha. Se aprecia la rubefacción de las rocas en los últimos metros del nivel superior del Precámbrico.

Aunque no se han hallado fósiles que permitan la datación, se dedujo desde un principio que las Pizarras de Narcea debían tener una edad precámbrica, debido a su disposición discordante por debajo de la Formación de Cándana, del Cámbrico temprano. Concretamente, se le atribuye una edad del Vendiense Superior. Se caracterizan por una alternancia de pizarras y areniscas débilmente metamórficas de color verdoso. Los últimos 5-20 metros inmediatamente bajo la discordancia exhiben una rubefacción —color rojizo— que puede ser debida a un proceso de meteorización, bien por exposición al aire o quizá en combinación con la circulación de fluidos durante la orogenia Varisca, o tener un origen sedimentario.
A causa de la intensa deformación de los materiales conformantes, no se ha podido establecer una sucesión estratigráfica en la Zona Asturoccidental-Leonesa. En los años 70, Pérez Estaún estableció tres niveles en la formación en la Zona Cantábrica, en el flanco Sur del Antiforme de Narcea: una serie con porfiroides, micaesquistos y areniscas, una serie de grauvacas y pizarras y una serie de pizarras, y estimó la potencia de la formación en unos 1500 m. Sin embargo, la escasez de afloramientos o cortes en que sea posible observar la formación completa, así como su homogeneidad, dificultan una completa caracterización estratigráfica. Más recientemente, se le calcula un espesor mínimo de 2000 m.
Litológicamente, la formación se caracteriza por una alternancia de lutitas y limolitas de tono verdoso hasta el gris oscuro con intercalaciones de areniscas de grano fino, y arenitas feldespáticas de grano grueso y algunos microconglomerados en los que abundan fragmentos de rocas volcánicas. Se observa una alta participación de porfiroides distribuidos de forma irregular en diferentes sectores.

## Ambiente de formación
En estas rocas pueden observarse diversas estructuras sedimentarias características de secuencias turbidíticas consistentes con una formación en ambiente submarino. Los materiales fueron posteriormente deformados entre el Vendiense Superior y Cámbrico Inferior, sin metamorfismo asociado. Posteriormente, hubo una etapa de erosión, durante la cual se piensa que tuvo lugar el proceso de rubefacción  antes de la deposición de los estratos cámbricos.

## Historia
En 1956, Franz Lotze estableció una edad precámbrica a los niveles de pizarras en contacto discordante con la Formación de Cándana en los alrededores de la localidad de Cangas de Narcea, y los denominó «Pizarras de Narcea». Posteriormente, Ulbo de Sitter notó la misma discordancia angular en las cercanías de Mora de Luna entre los estratos Cámbricos y los materiales esquistosos, nombrados por él «Formación Mora». Ambas denominaciones se usan comúnmente; Juan Carlos Gutiérrez-Marco y sus colaboradores hablan de la «Formación Narcea-Mora», y también se usa el nombre «Esquistos de Narcea» para referirse a la misma unidad. El acondicionamiento de vías y carreteras en las inmediaciones del Antiforme de Narcea llevado a cabo en las últimas décadas del siglo XX ha resultado en numerosos cortes que han facilitado la observación de la formación.